# A's, B's and Rarities
A's, B's and Rarities è il quarto album di raccolta del gruppo musicale statunitense Fun Lovin' Criminals, pubblicato il 2 marzo 2004.
La raccolta è composta da 3 CD.

## Tracce

### Disco 1
1. The Fun Lovin' Criminal – 3:13
2. The Grave and the Constant – 4:47
3. King of New York – 3:48
4. Korean Bodega – 2:49
5. Loco – 3:56
6. Bump (Radio Mix) – 3:26
7. Run Daddy Run – 3:45
8. Big Night Out (Radio Version) – 3:38
9. I'm Not in Love – 4:39
10. Love Unlimited – 3:27
11. Scooby Snacks – 3:03

### Disco 2
1. Sleepyhead – 4:18
2. The Grave and the Constant (12 Steve Leroni Mix) – 5:02
3. I Can't Get With That (Live At The Forum) – 4:53
4. Come Find Yourself (BBC Live Session) – 3:59
5. Blues for Suckers – 3:49
6. The Fun Lovin' Criminal (Hee Haw Version) – 5:02
7. Run Daddy Run (MC Large Mix) – 3:56
8. Loco (Latin Quarter Version) – 4:00
9. Bump (Mark Berkley's Remix) – 6:55
10. King of New York (Jack Dangers Complex 1) – 5:40
11. Everything Under the Stars – 4:04
12. Scooby Snack (20MG Version) – 3:40
13. Smoke 'Em (BBC Live Session) – 4:48
14. Love Unlimited (Remix) – 3:50
15. The Ballad of Larry Davis – 3:49
16. Korean Bodega (Aero Mexicano Mix) – 2:56

### Disco 3
1. The Fun Lovin' Criminal (Hot 1997 Rockumental Mix) – 3:14
2. The Beach – 4:49
3. Scooby Snacks (Steve Leroni Instrumental With Movie Samples) – 3:05
4. Searching for Clues – 3:06
5. Up on the Hill (Tar Beach Remix) – 4:50
6. Bump (Mark Berkleys Instrumental Remix) – 6:55
7. The Fun Lovin' Criminal (DJ Bombjack Remix) – 3:37
8. The Streets Are Watching (Instrumental) – 3:49
9. Battle On The Golf Course – 3:54
10. Scooby Snacks (20MG Dub) – 3:32
11. King of New York (Cooley High Remix) – 3:32
12. Loco (Album Instrumental) – 3:54
13. We Have All the Time in the World (Schmoove Version) – 3:56